# Targeta sanitària individual (Catalunya)
A Catalunya, la targeta sanitària individual (TSI) és el document confidencial que identifica i permet l'accés a la persona acreditada als centres i els serveis del sistema sanitari públic. També hi consta el nivell de cobertura associat d'aquella persona.
Les dades personals per a la gestió de la targeta sanitària individual formen part d'un fitxer automatitzat del CatSalut, denominat Registre central de població del CatSalut (RCA).
A l'anvers de la targeta hi ha, impreses, les dades de la persona acreditada:
- Codi d'identificació personal (CIP). És el conjunt de regles, expressades amb lletres pels cognoms, un número pel gènere, uns números per la data de naixement i la resta per a desempatar. Així, de manera individual i unívoca, permet identificar cada persona acreditada del CatSalut.
- Nom i cognoms de la persona titular.
- Nivell de cobertura. És el nivell de prestacions sanitàries que assigna el CatSalut a cada persona.

El revers de la targeta incorpora una banda magnètica i un codi de barres amb informació codificada d'aquestes dades impreses.